# Schloss Kottingbrunn

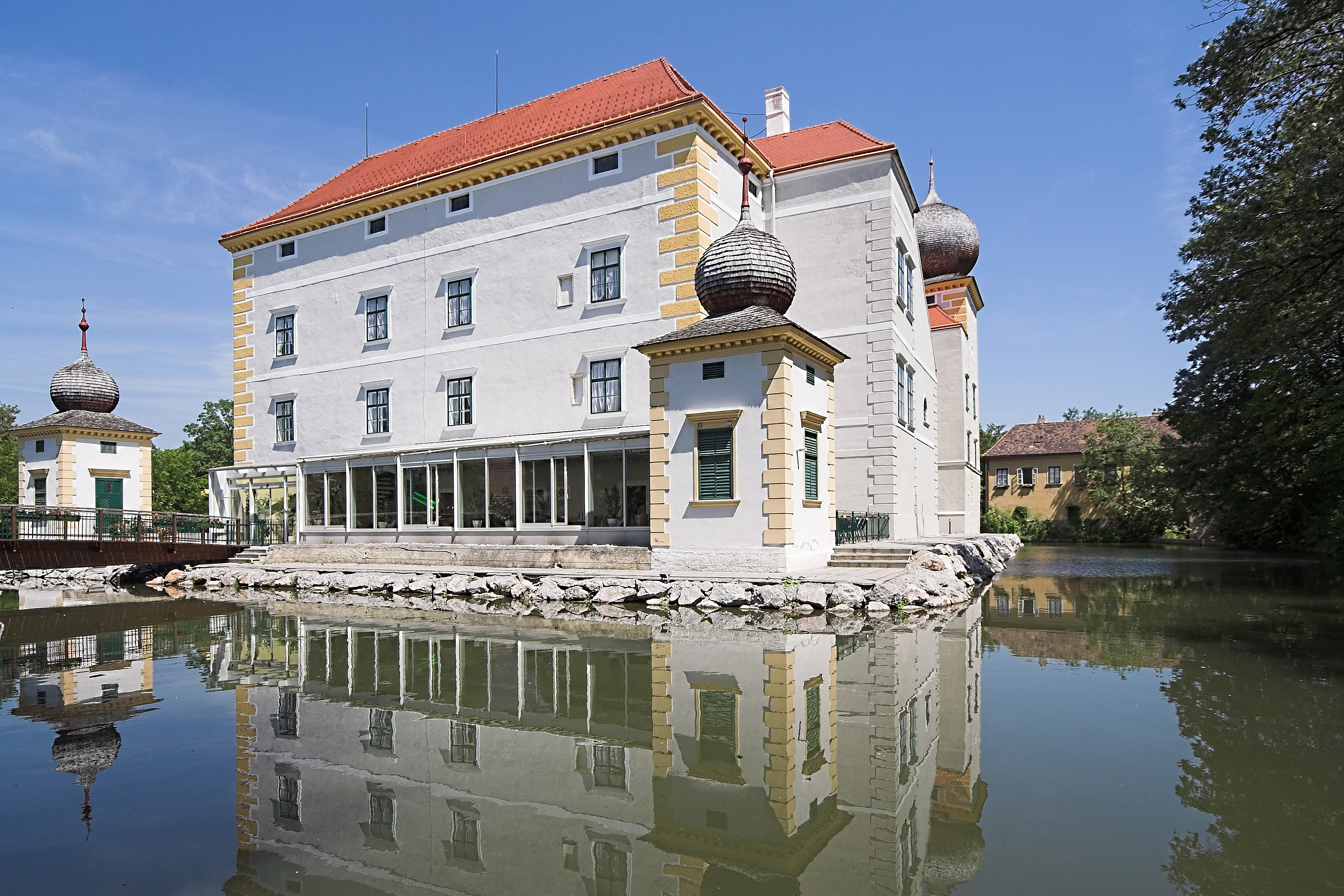
Schloss Kottingbrunn, Westansicht mit moderner Brücke zum Schlossrestaurant

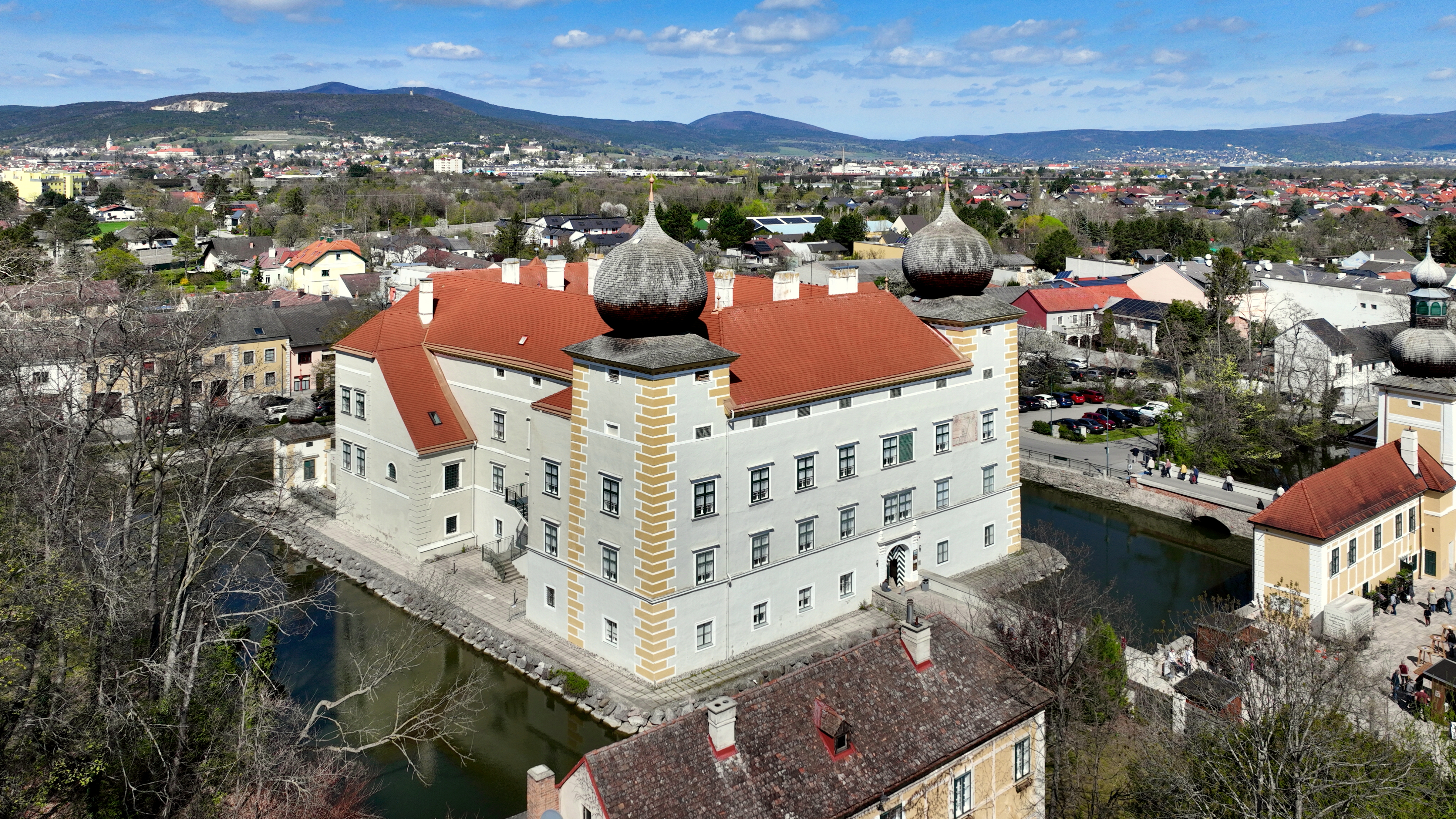
Südsüdostansicht des Schlosses

Das Schloss Kottingbrunn ist ein Wasserschloss in der Marktgemeinde Kottingbrunn im Bezirk Baden in Niederösterreich. Das Schloss steht unter Denkmalschutz (Listeneintrag).

## Geschichte
Ursprünglich wohl der Sitz der Herren von Brunn mit Heinrich de Prun (1202), welche landesfürstliche Ministralien waren, und unter Leopold VI. und Friedrich II. oft in den Zeugenreihen herzoglicher Urkunden genannt sind. Im 14. Jahrhundert stand die Burg im Besitz der Stüchse (Stuchs von Trautmannsdorf), ging 1375 an die Pottendorfer und 1469 an Ruprecht Kreuzer, 1505 an die Kienburger, 1637 an die Grafen Brandis, 1687 an den Grafen Lamberg-Sprinzenstein, 1732 an den Grafen Dietrichstein. In der Folge war ein rascher Besitzerwechsel. 1820 im Besitz von Peter von Bohr. 1840 im Besitz von Joachim Graf von Münch-Bellinghausen. Seit 1873 in wechselhaftem Schicksal mit schweren Beeinträchtigungen des Bauzustandes. Seit 1991 im Besitz der Marktgemeinde steht das Schloss seit 1992 in der Nutzung als Gemeindeamt. Das Schloss wurde von 1982 bis 2000 restauriert.

## Architektur
Die regelmäßige kubisch geschlossene Vierflügelanlage mit seitlich an die Hauptfassade gestellten Türmen steht als Wasserburg von breiten Wassergräben umgeben im südöstlichen Teil des Ortszentrums.

## „Wasserburg Kottingbrunn“ (Festungsanlage)

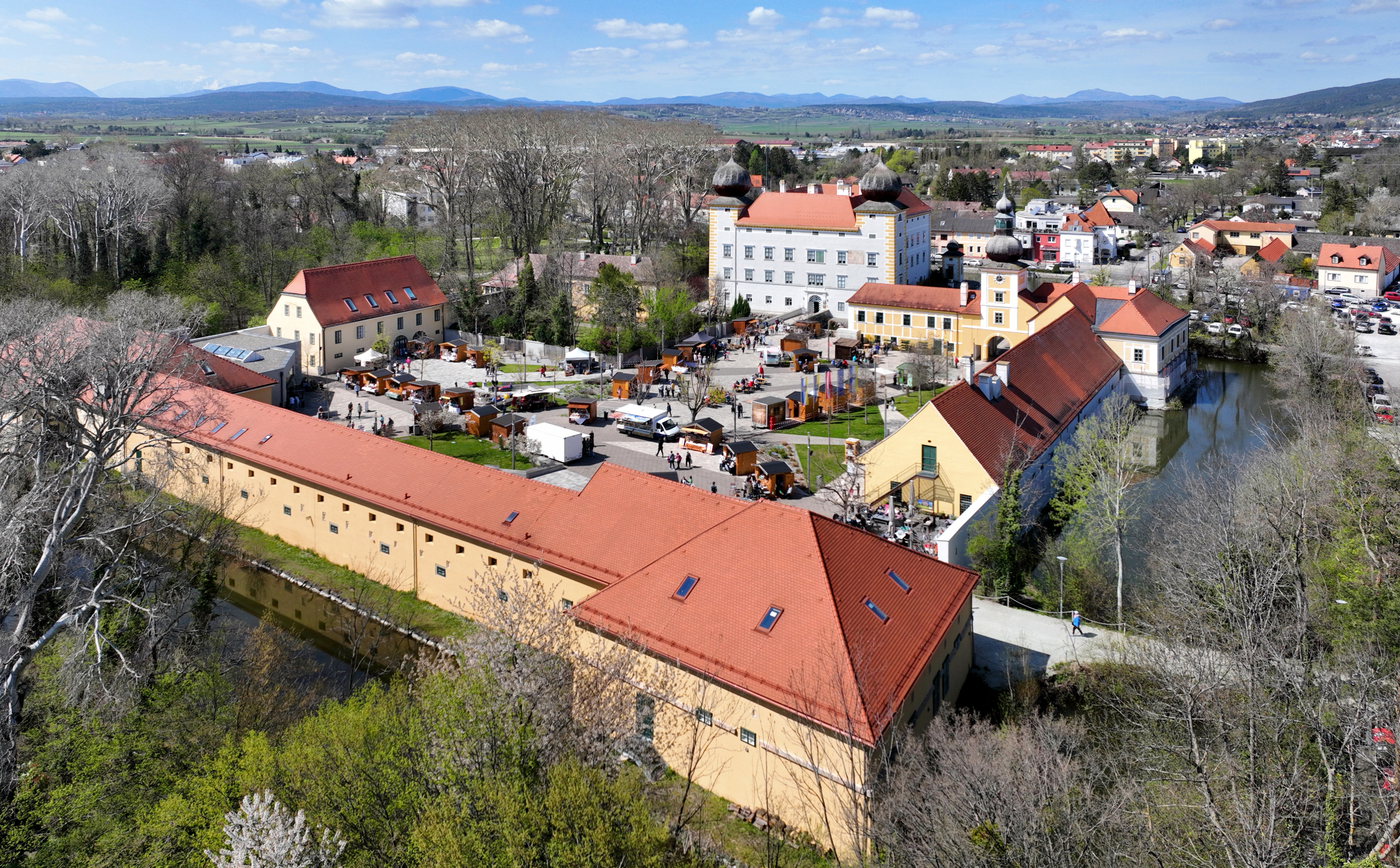
Gesamtansicht der ehemaligen Wasserburg

Direkt neben dem Wasserschloss Kottingbrunn, der älteren Burganlage, befindet sich die teilerhaltene sogenannte „Wasserburg“ von Kottingbrunn. Praktisch handelt es sich um einen frühen Festungsbau nach „italienischer Manier“ auf quadratischem Grundriss mit an den Ecken leicht herausspringenden vier Bastionen. Der Anlage ist ein Wassergraben direkt vorgelagert, der auch das Schloss umgibt.
Wegen Ungarneinfällen und der späteren Türkengefahr wurden insbesondere in Niederösterreich an der Grenze zu Ungarn seit dem 15. Jahrhundert Burganlagen zu Festungen ausgebaut oder neu als moderne Anlage errichtet. Zu den Neubauten gehört offenbar auch die teilerhaltene „Wasserburg“ Kottingbrunn.
Die zum Zeitpunkt ihrer Errichtung moderne festungsartige neue Wasserburg (Vorburg) war den Burgen der näheren und weiteren Umgebung militärisch weit überlegen.
Burgenforscher haben sich bereits mit den in Nordeuropa ungewöhnlichen festungsartigen Burgen Niederösterreichs beschäftigt, die oft kastellartige Burgen sind.
Ein Kupferstich von Georg Matthäus Vischer (1628–1696) zeigt die neue Wasserburg (Festungsanlage) zusammen mit dem Wasserschloss unter dem Titel „KOTTINGBRVNN“ im Jahre 1672 im scheinbar noch vollständigen Erhaltungszustand. Die erste Türkenbelagerung 1529 hat die schwer befestigte Wasserburg wohl überstanden, doch bei der zweiten Belagerung 1683 wurde der ganze Ort und die Burg von den Türken verwüstet.
Mindestens zwei der vier Bastionen wurden später (Barockzeit ?) zu Gebäuden erweitert. An den Außenmauern der vier Bastionen ist noch der „endlos“ horizontal verlaufende Kordonstein vorhanden, der halbrund aus der Mauer hervorragt. Oberhalb von jenem sind teilweise noch ungewöhnlich kleine Schießscharten erhalten an mindestens einer Bastion. Diese Schießscharten sind auch sichtbar auf dem Kupferstich von 1672.
Die Festungsanlage wurde in der Barockzeit zum Wirtschaftshof des Schlosses umgebaut.
Aus der ältesten Phase der ersten Wasserburg blieb im Barockschloss ein romanisches Portal mit Blumenrosette erhalten, im Schlossmuseum. Unter den Brüdern Ulrich und Gaitmar, Stuchse von Brunn, wurde Mitte des 14. Jh. die Burg erweitert. Durch Truppen des ungarischen Königs Matthias Corvinus (1443–1490) wurde die ältere Burganlage zerstört. Dies war wohl im Jahre 1508 passiert (Sonnenuhr mit Jahreszahl „1508“ und Abbildung einer brennenden Burg im Hof des Barockschlosses). Der neue Besitzer der alten Burg war ab 1469 Ruprecht Kreutzer, der wegen der Zerstörungen umfangreiche Umbauten vornehmen ließ. Um 1600 wurde dann neben der älteren Burg, dem Schloss, eine quadratische Insel aufgeschüttet, die als Vorburg/ Wirtschaftshof festungsartig mit Bastionen versehen ist. Ihre Gebäude und Mauern ruhen auf einem Rost aus eingerammten Baumstämmen. Die festungsartige Vorburg wurde später als Wirtschaftshof genutzt und hatte dann Remisen, Ställe, Wohnungen für Bedienstete und Wirtschaftsräume. Der Kupferstich von 1672 zeigt ein langes Gebäude mitten im Hof der neuen Wasserburg, welches heute nicht mehr existiert.
1505 sind die von Kuenburg Besitzer von Kottingbrunn. 1637 dann die Grafen von Brandis. 1645, im Dreißigjährigen Krieg, fliehen die Bewohner von Teesdorf bei der Plünderung ihres Ortes durch kaiserliche Truppen nach Kottingbrunn und werden vom Grafen Andreas Wilhelm von Brandis in der sicheren Wasserburg aufgenommen. 1661 kaufen die Grafen von Lamberg Schloss und Herrschaft. 1687 dann Besitz der Grafen Lamberg-Sprinzenstein. Graf Franz Sigmund von Lamberg erkannte beim Anrücken der Türken bei der zweiten Wiener Türkenbelagerung 1683, dass er die Festungsanlage gegen diese Übermacht nicht würde halten können. Er verließ Kottingbrunn mit den Einwohnern und ging nach Ottenstein. Ort und Burg fielen den Türken kampflos in die Hände und wurden zerstört. Nach dem Abzug der Türken begann sofort der Wiederaufbau des Schlosses unter Franz Sigmund, welcher nach dem Verkauf der Herrschaft 1688 an seinen Bruder Leopold Josef von Lamberg fortgesetzt wurde. Seither hat das Wasserschloss den Stil eines Barockschlosses.
Eine steinerne Bogenbrücke verbindet das Schloss mit der sogenannten Wasserburg (Wirtschaftshof). Eine zweite steinerne Brücke ermöglicht den Zugang zum Wirtschaftshof über den Wassergraben hinweg durch den Torturm hindurch. Dies war seit Anlegung der Vorburg der einzige Zugang zum Schloss, durch den Wirtschaftshof/Vorburg hindurch über beide Brücken hinweg. Ursprünglich sollen Zugbrücken vorhanden gewesen sein. Ein barocker Torturm (mit Uhr) schützte den Zugang in die Vorburg (Wirtschaftshof, neue Wasserburg). Der Nordosttrakt des Wirtschaftshofes trägt den Namen Zöchlingtrakt.

## Bildergalerie

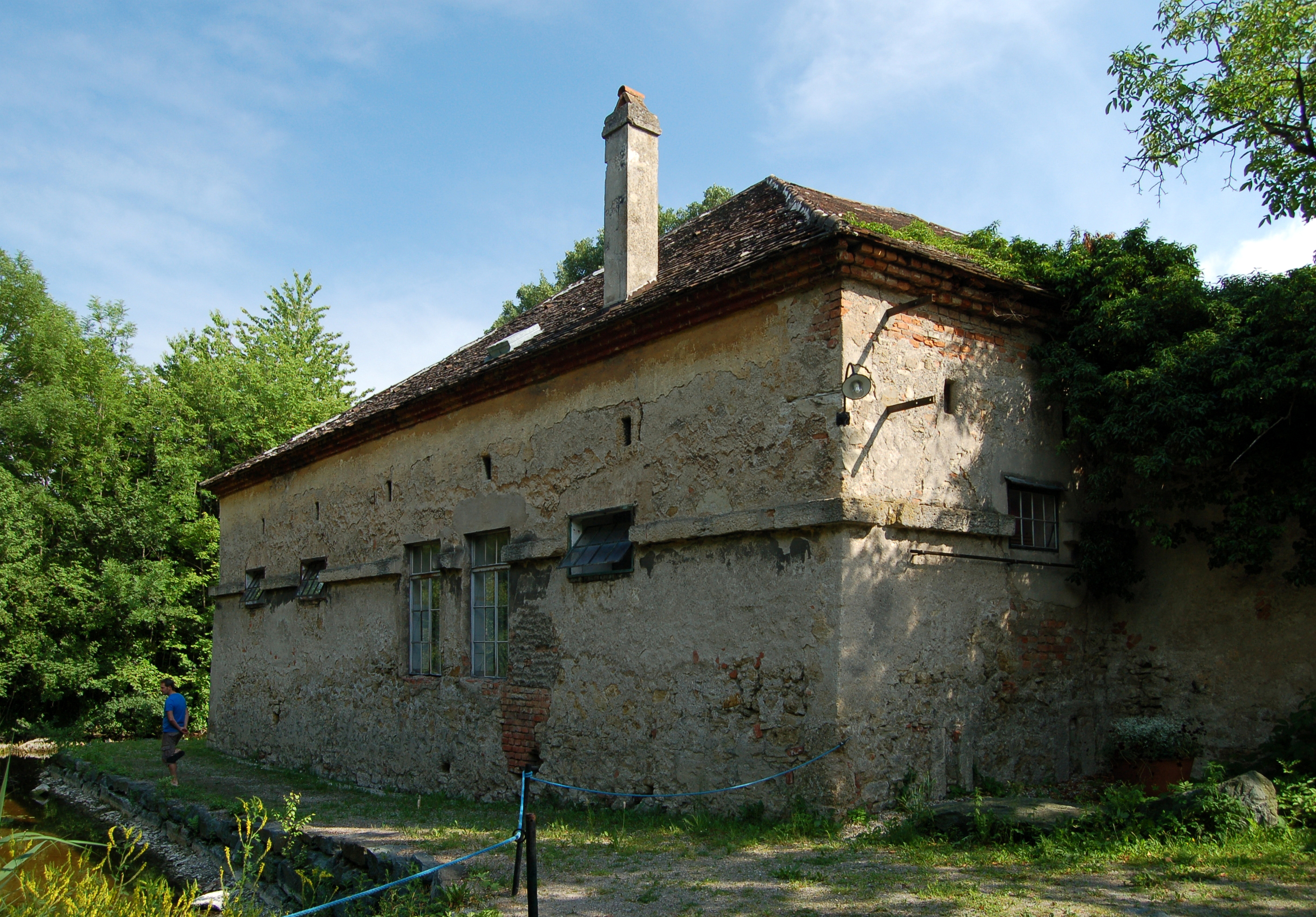
Bastion der sogenannten „Wasserburg“
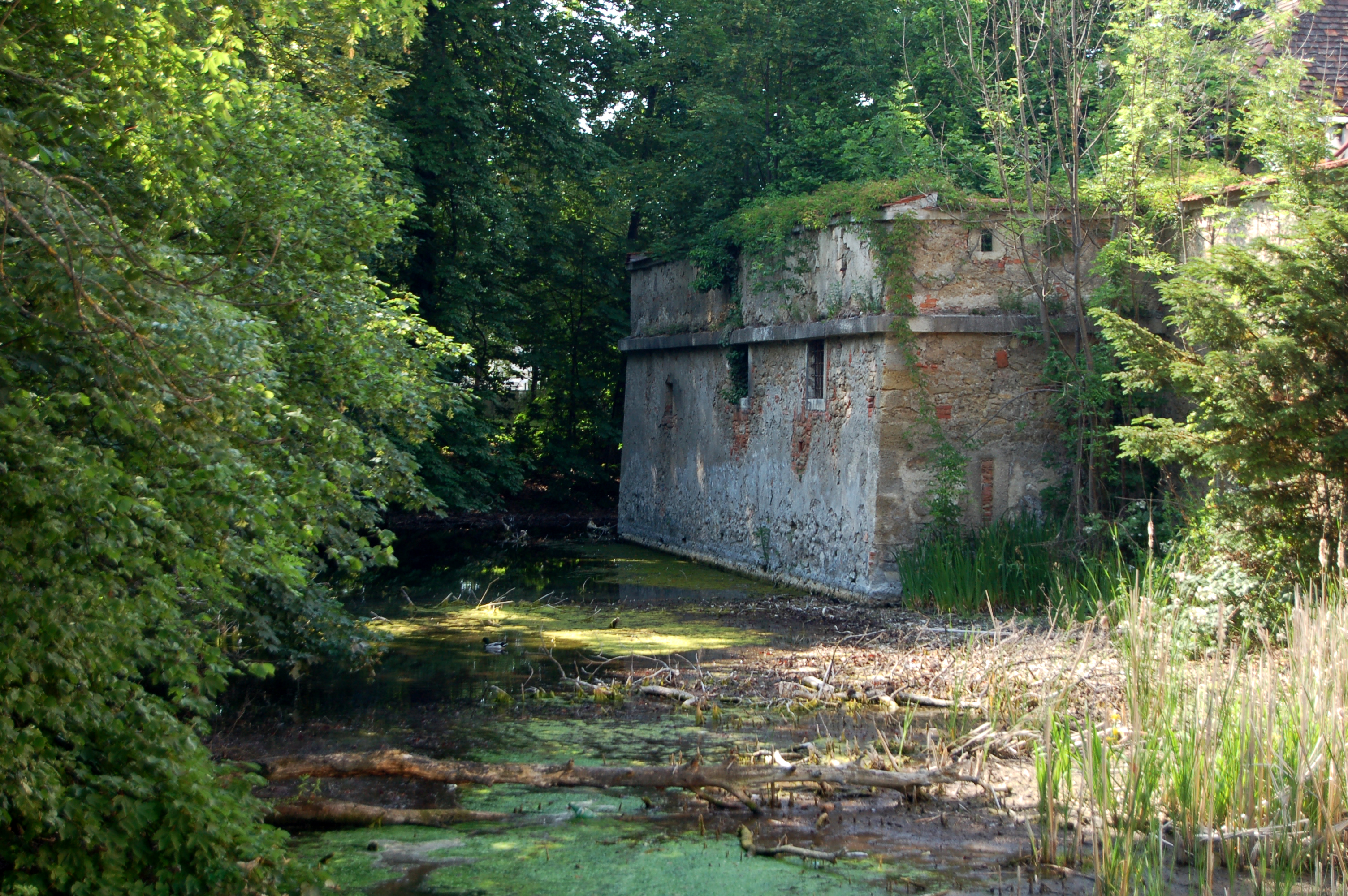
Bastion
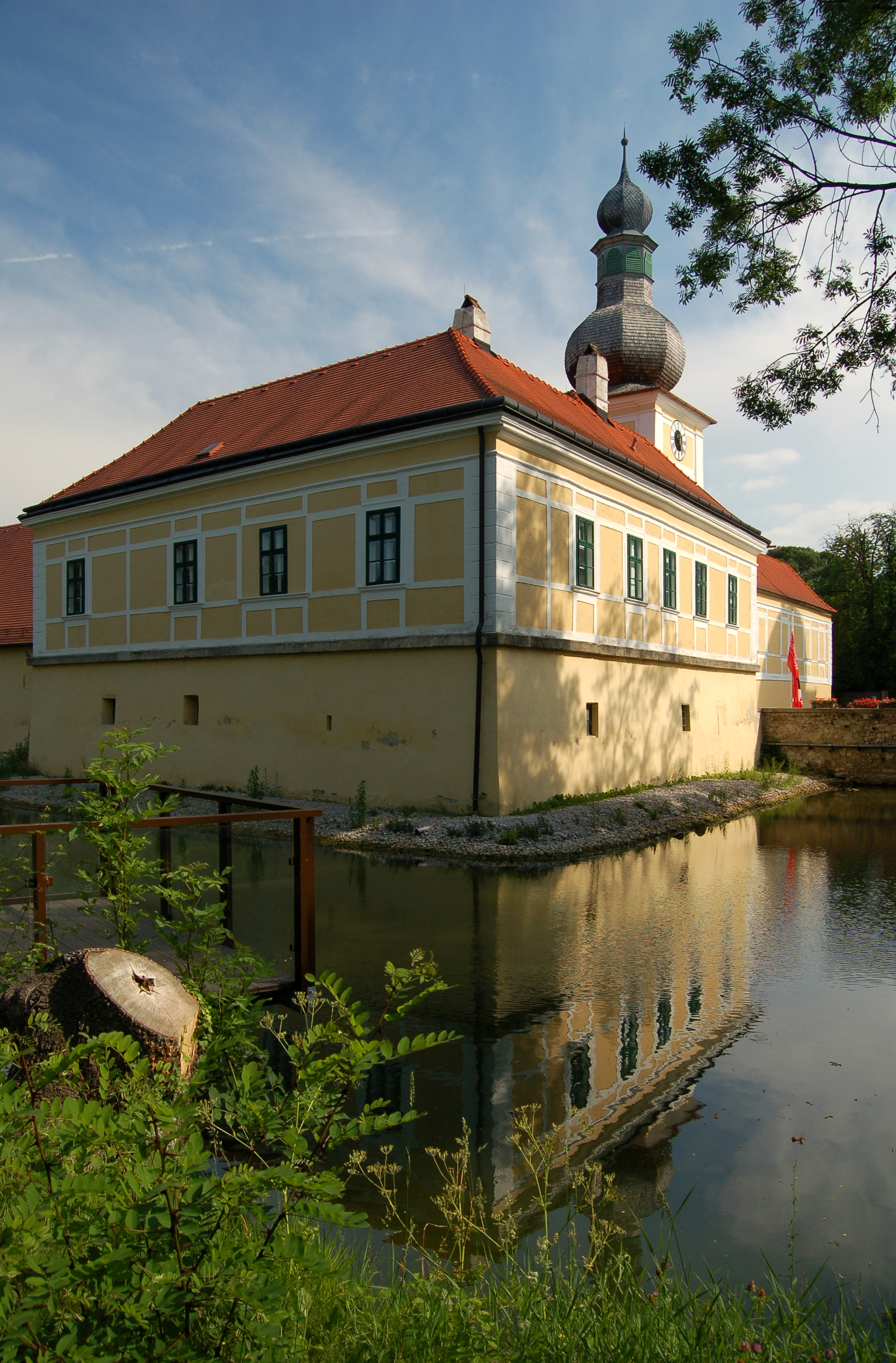
NW-Bastion zum Gebäude erweitert
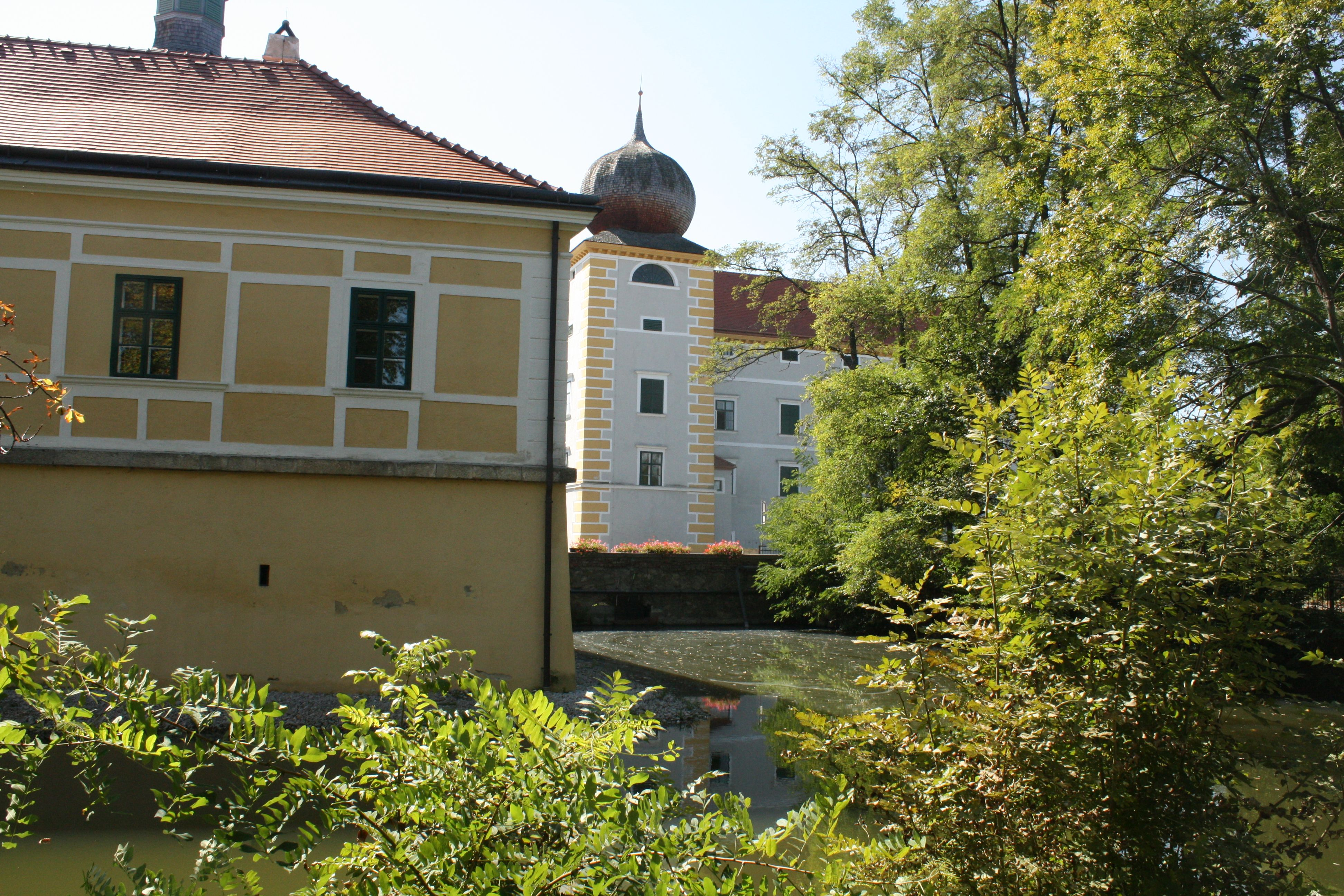
NW-Bastion, Nordostansicht
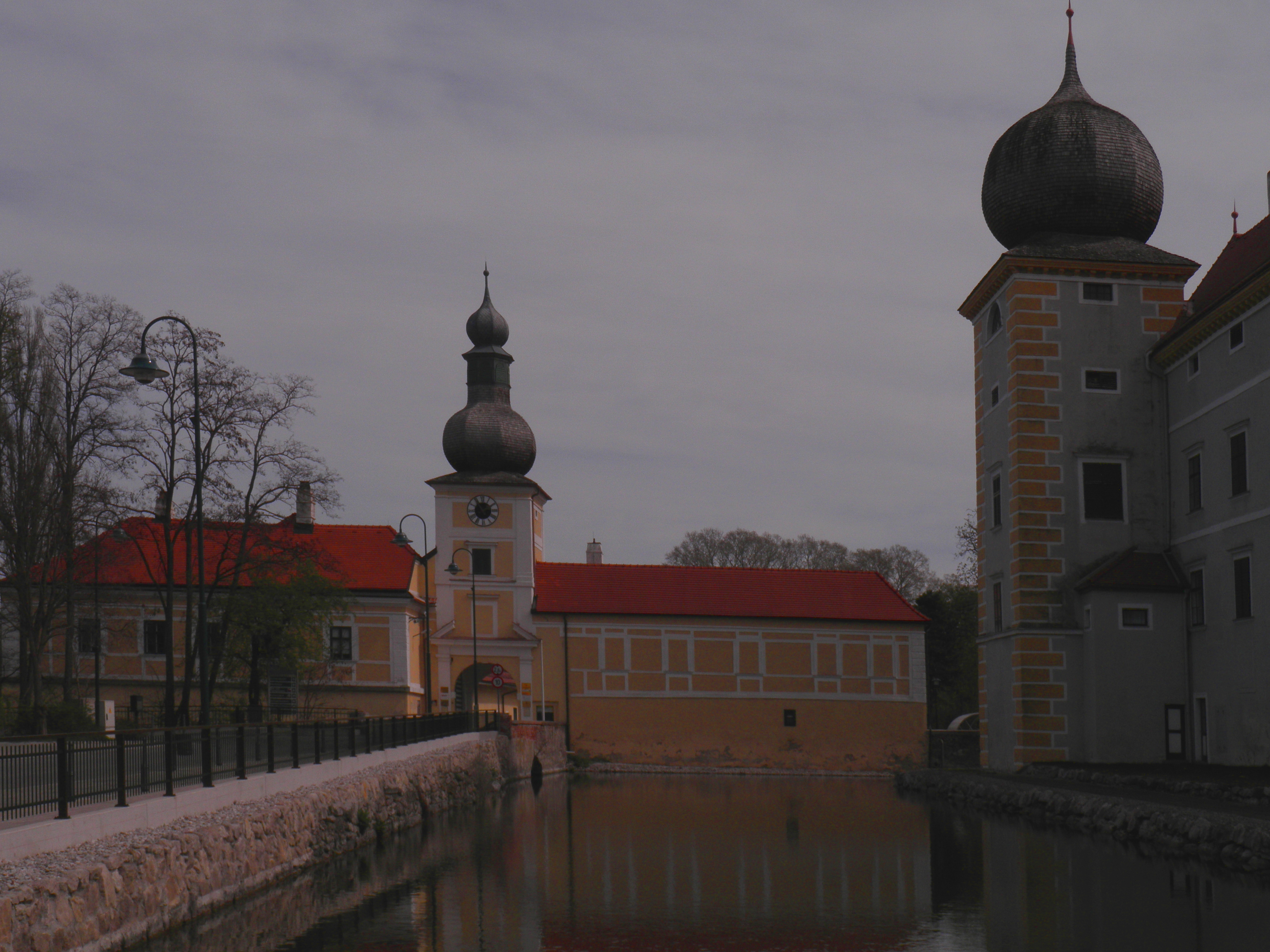
Westansicht des Wirtschaftshofes mit barockem Torturm, Zugang über erste Brücke
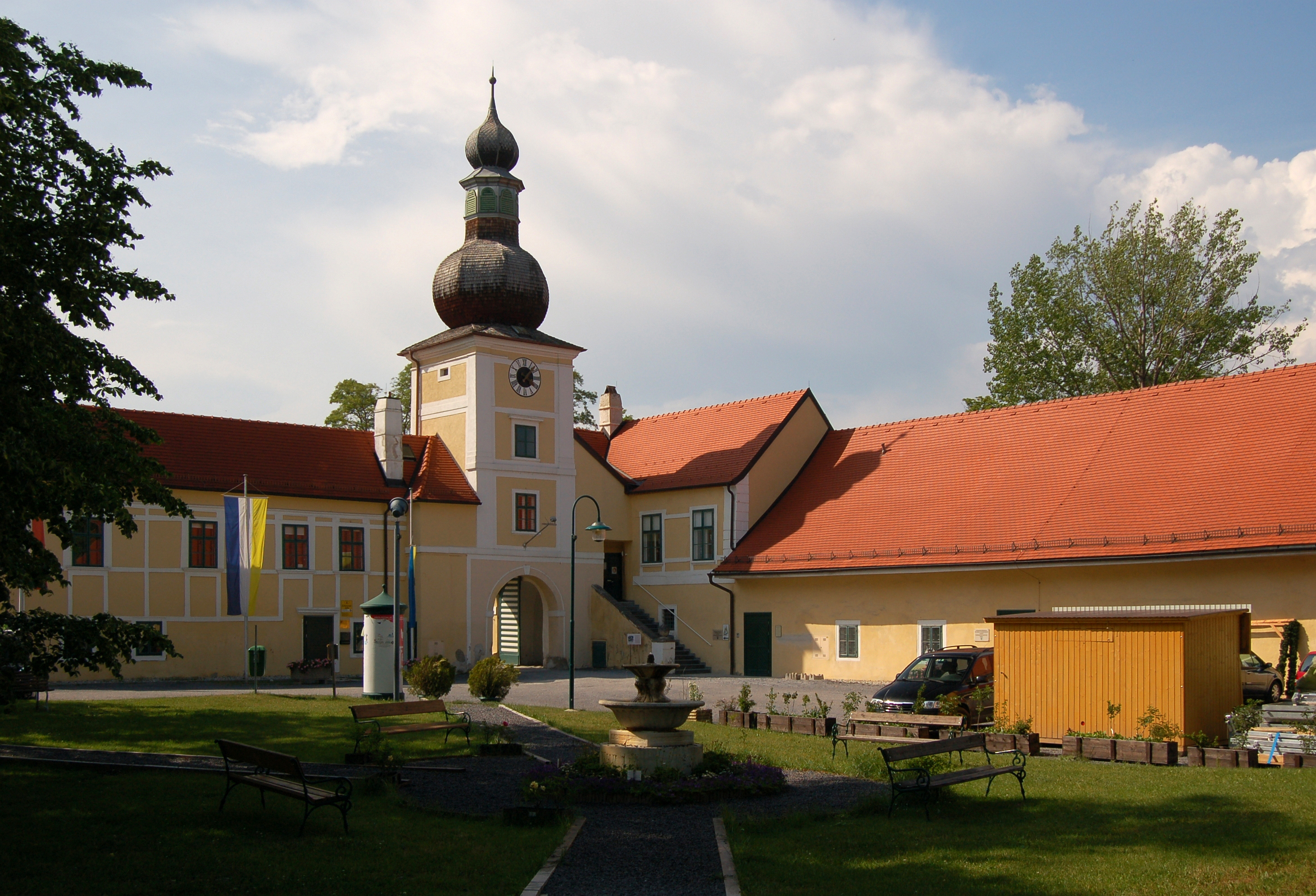
Blick nach Nordwesten im Hof der Vorburg
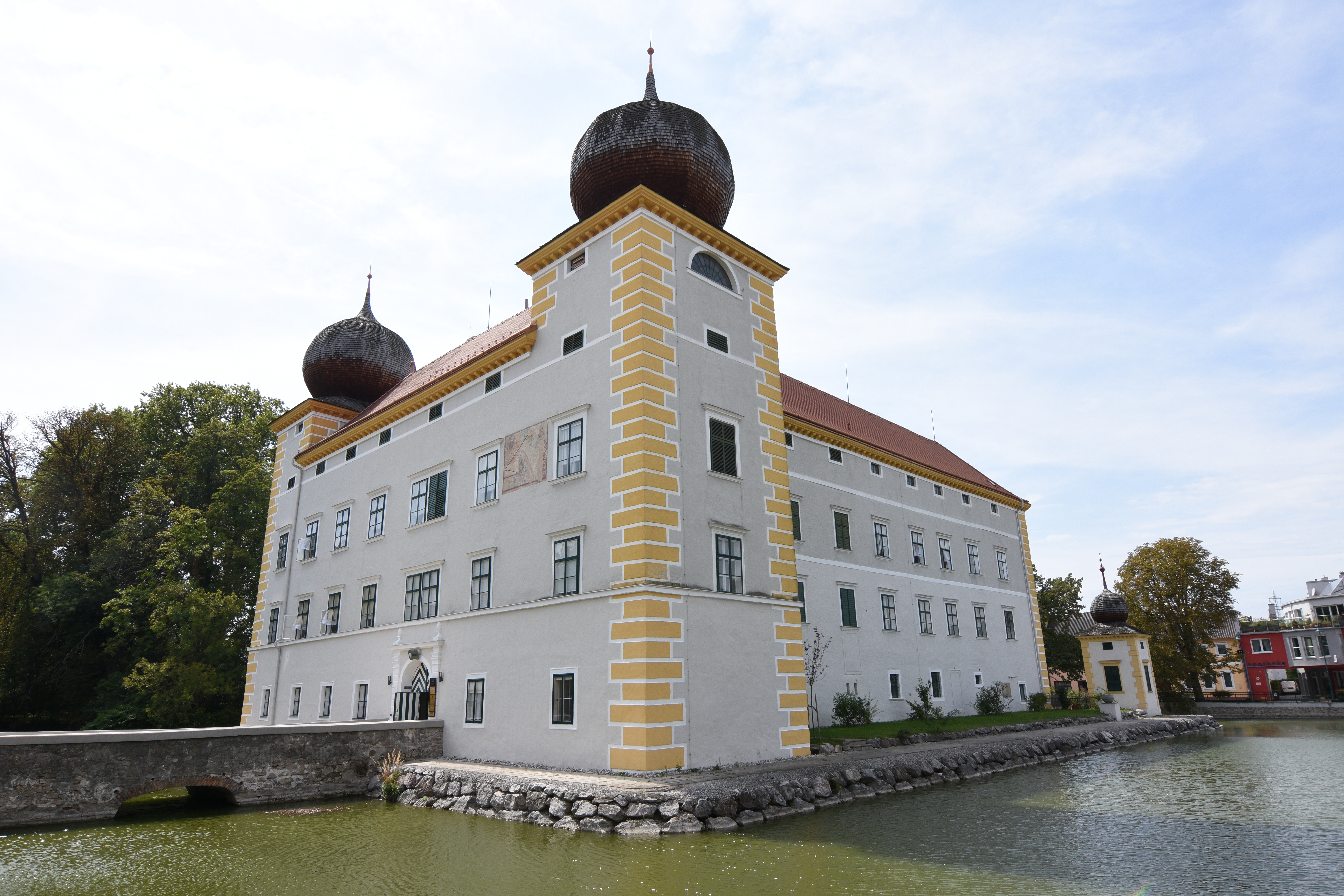
Steinerne Bogenbrücke vom Schloss zur ehemaligen Vorburg (Wirtschaftshof), Nordostansicht

## Nutzung
Im Wasserschloss ist nunmehr das Gemeindeamt und Restaurant untergebracht, die Wirtschaftshöfe bieten Platz für Kulturinitiativen und eine Musikschule.